# Sierra Prieta
Sierra Prieta är ett berg i Spanien.   Det ligger i provinsen Provincia de Málaga och regionen Andalusien, i den södra delen av landet, 400 km söder om huvudstaden Madrid. Toppen på Sierra Prieta är 1 166 meter över havet, eller 74 meter över den omgivande terrängen. Bredden vid basen är 0,75 km.
Terrängen runt Sierra Prieta är huvudsakligen lite bergig. Runt Sierra Prieta är det ganska tätbefolkat, med 65 invånare per kvadratkilometer. Närmaste större samhälle är Coín, 17,0 km sydost om Sierra Prieta. 